# Иванов, Григорий Федосеевич
Григорий Федосеевич Иванов (3 декабря 1919, Тарханка, Глубоковский район, Восточно-Казахстанская область — 1945, там же) — младший лейтенант Рабоче-крестьянской Красной Армии, участник Великой Отечественной войны, Герой Советского Союза (1945).

## Биография
Григорий Иванов родился 3 декабря 1919 года в селе Тарханка (ныне — Глубоковский район Восточно-Казахстанской области Казахстана). После окончания средней школы работал трактористом.
В 1939 году Иванов был призван на службу в Рабоче-крестьянскую Красную Армию. В 1942 году он окончил курсы младших лейтенантов. С мая того же года — на фронтах Великой Отечественной войны. К сентябрю 1944 года младший лейтенант Григорий Иванов командовал танковым взводом 181-й танковой бригады 18-го танкового корпуса 2-го Украинского фронта. Отличился во время освобождения Венгрии.
28—30 сентября 1944 года Иванов с группой из трёх танков прорвался в немецкий тыл и принял активное участие в захвате и удержании переправы через реку Тису в районе города Сентеша. Группа отбила большое количество немецких контратак, благодаря чему переправа была удержана до подхода основных сил.
Указом Президиума Верховного Совета СССР от 24 марта 1945 года младший лейтенант Григорий Иванов был удостоен высокого звания Героя Советского Союза с вручением ордена Ленина и медали «Золотая Звезда».
В мае 1945 года вернулся на родину и уже в том же месяце трагически погиб.
Был также награждён орденами Отечественной войны 2-й степени и Красной Звезды.
В честь Иванова названа улица в его родном селе.